# 箕輪バイパス (長野県)
箕輪バイパス（みのわバイパス）は長野県上伊那郡箕輪町の国道153号バイパスの名称である。松島バイパスとも呼ばれる。箕輪町の木下南新町交差点をバイパスの起点とし、現道とは跨線橋を経て接続しており、同交差点より南は伊那バイパスとして現在整備中である。箕輪町の沢上交差点で旧道と交差する。

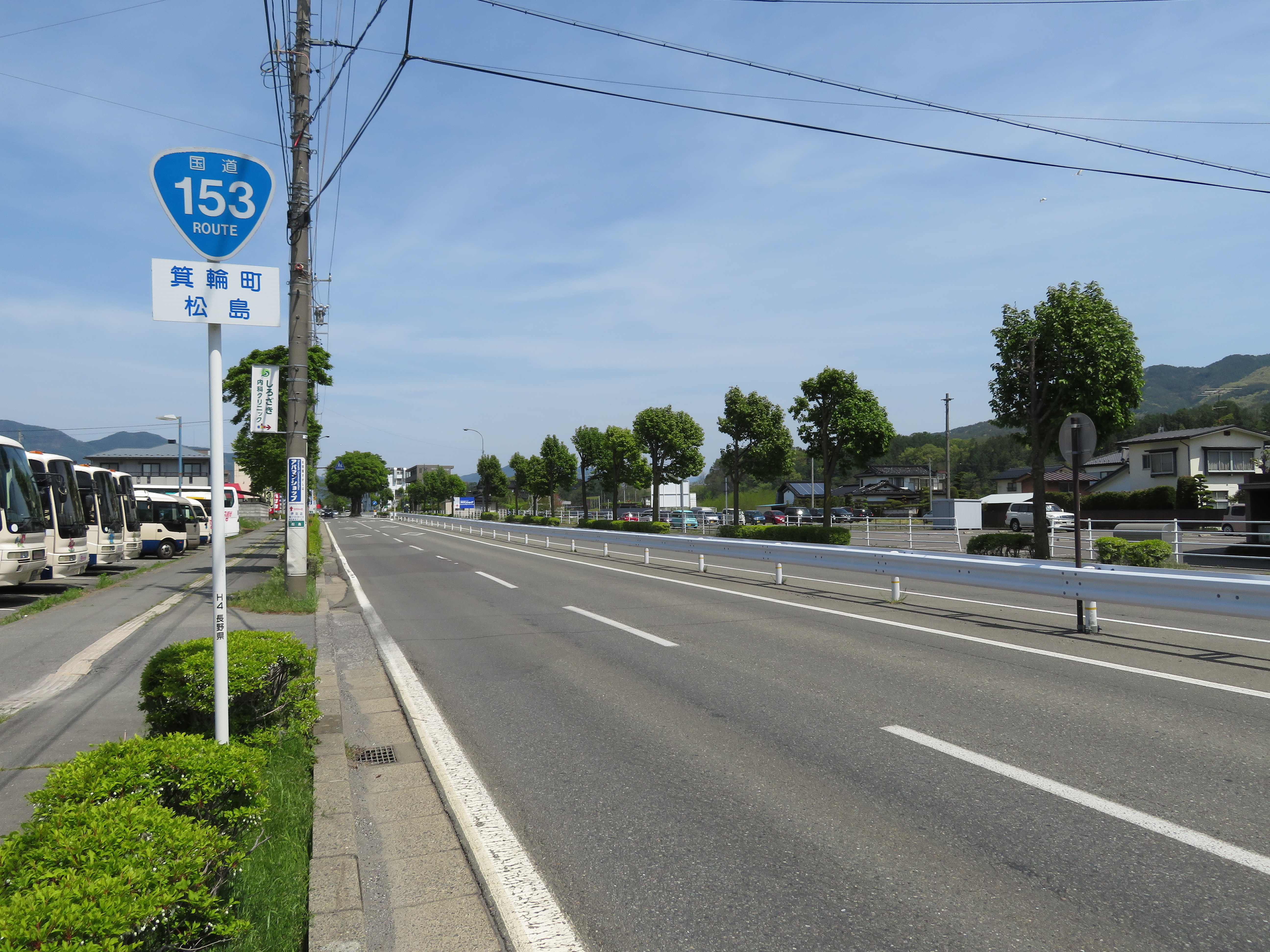
箕輪町松島付近

25m幅の都市計画決定により整備が進められ、1994年に暫定2車線道路として全線開通した。その後、木下南新町交差点から箕輪町大出の跨線橋手前までの約3.3km区間で4車線化工事が行われ、2003年3月に完成した。沿線には大規模店舗や飲食店や工業団地などが並ぶ。バイパス区間は全線4車線分の用地買収が行われている。